# T-300 Kasirga
Le T-300 Kasırga est un lance-roquettes multiple développé par Roketsan et introduit dans l'inventaire des forces armées turques en 2000.

## Description
Le T-300 Kasirga est un système de lance-roquettes multiple utilisé dans les unités d'artillerie qui remplit sa mission d'appui feu par des tirs indirects (à l'aveugle) contre des cibles de zone, de jour comme de nuit. Il est capable de tirer les 4 roquettes qu'il transporte en mode de tir unique ou en mode de tir en salves. Les roquettes de 300 mm, à longue portée, sont fabriquées par Roketsan. De type « High Explosive & Fragmentation » et à tête sphérique en acier, elles créent une létalité efficace sur des cibles de zone allant de 30 à 120 km. Avec une portée maximale de tir de 120 km, le T-300 Kasirga possède l'une des plus grandes portée de tir parmi les systèmes d'artillerie-roquettes présents dans l'inventaire de l'OTAN.

## Histoire
Au début des années 1980, le commandement de l'Armée de terre turque montre de l’intérêt pour les systèmes de lance-roquettes multiple à longue portée afin de renforcer ses unités d'artillerie et contrer la menace des systèmes de lance-roquettes multiple à longue portée soviétiques et d'autres pays voisins. Après un long processus d'évaluation de différents concepts, le LRM (Lance-roquettes multiple) fabriqué par Ling-Temco-Vought (LTV) est sélectionné et un premier accord fut signé fin 1987. Cet accord portait sur la production conjointe de 180 systèmes LRM M-70 et de plus de 60 000 roquettes. Pour la production, une coentreprise est créée par LTV et plusieurs sociétés turques en 1988. Cependant, la Turquie estime par la suite que les bénéfices industriels et le volume du transfert de technologie découlant de cet accord sont minimes et insuffisants. La Turquie estime également que ce projet ne l'aiderait pas à atteindre ses objectifs à long terme en matière de technologie des roquettes et missiles. À la suite de ce constat, l'accord pour la coproduction du M-70 MLRS est abandonné. À la suite de la décision d'annuler l'accord initial, pour répondre aux besoins urgents du commandement des forces terrestres turques, la Turquie a décidé d'obtenir plusieurs systèmes M-270 directement auprès des États-Unis :12 lanceurs M-270 et plus de 2 000 roquettes M-26 de calibre 227 mm sont achetés, les livraisons étant achevées à la mi-1992. 
Par la suite, plusieurs pays ont été consultés, dont la France, Israël et la Chine, au sujet du transfert de technologie de roquettes et de missiles, du développement conjoint et des propositions de coproduction. L'offre chinoise a été considérée comme la meilleure, tant sur le plan financier que technologique. Grâce aux développements de l'industrie de défense turque qui a progressivement acquis une autonomie dans certains domaines, un accord fut signé en 1997 avec la CPMIEC (Chinese Precision Machinery Import and Export Company) pour le développement et la fabrication en commun de systèmes LRM, WS-1 et dans le cadre du projet Kasirga.
Les premiers essais de lancement du T-300 Kasirga sont réalisés en 2000 en Turquie.

## Caractéristiques

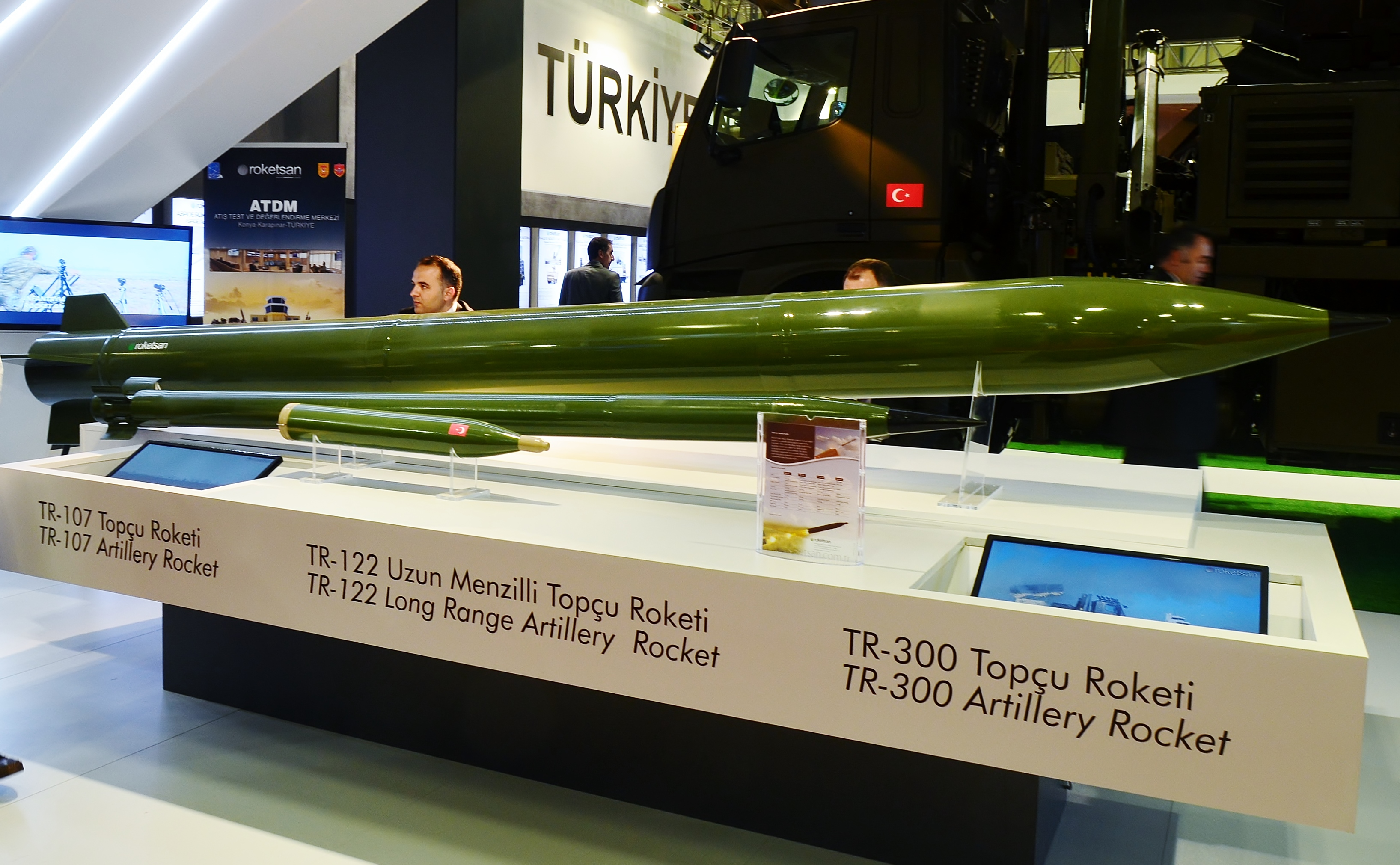
Une roquette TR-300 en exposition

Une batterie de Kasirga est généralement composée d'un véhicule de commandement et de contrôle, de 6 à 9 véhicules de lancement (F-302T) et de 6 à 9 véhicules de ravitaillement et de rechargement, tous basés sur des châssis de camion  allemands MAN (6×6 - 26.372). Chaque véhicule lanceur possède quatre tubes cylindriques pour roquettes TR-300. Chaque roquette de 302 mm mesure 4,7 mètres de long, pèse environ 524 kg et est équipée de 150 kg d'armes à sous-munitions pour détruire diverses cibles telles que des fortifications, des infrastructures, des véhicules blindés, des radars et systèmes de défense antiaériens etc. Un système peut être prêt à tirer en 20 minutes. Une roquette TR-300 possède quatre ailerons fixes et peut atteindre une altitude maximale de 30 000 m avec une vitesse maximale de Mach 4,2. La portée maximale est de 80 à 100 km avec une portée minimale de 20 à 30 km. Les roquettes utilisent un système de propergol solide composite (HTPB) et sont généralement équipées d'une ogive à fragmentation par explosion composée de 26 000 billes d'acier.

### Caractéristiques du système
- Véhicule tactique MAN ou KamAZ 6 x 6 ou 8 x 8
- Lanceur ayant la capacité de tirer une roquette de 300 mm
- Système de navigation (Système de navigation gravitationnelle / GNSS)
- Système de pointage automatique
- Système de gestion des armes
- Système de communication Câble / Radio - voix / donnés (Voice / Data Communication System)
- Système de stabilisation hydraulique
- Pressurisation de la cabine (optionnel)
- Protection balistique (optionnel)
- Solutions anti-brouillage